# Heratemis
Heratemis is een geslacht van insecten uit de orde vliesvleugeligen (Hymenoptera) en de familie schildwespen (Braconidae).

## Soorten
Deze lijst van 29 stuks is mogelijk niet compleet.
- H. bakeri (Papp, 1969)
- H. cubiceps (Papp, 1969)
- H. dauluensis van Achterberg, 2009
- H. devriesi van Achterberg & Yaakop, 2009
- H. enodis Wu & Chen, 1994
- H. filosa Walker, 1860
- H. fuscicoxa van Achterberg, 2009
- H. innodulosa van Achterberg, 2009
- H. laticeps (Papp, 1969)
- H. longicornis Brues, 1924
- H. longimembrum (Fischer, 1993)
- H. maculifera van Achterberg, 2009
- H. madagascariensis (Szepligeti, 1913)
- H. maiphuquyi van Achterberg, 2009
- H. malayensis Yaakop & van Achterberg, 2009
- H. mellisternum van Achterberg, 2009
- H. muelleri (Schulz, 1912)

- H. nepalicola (Fischer, 2006)
- H. nigristernum van Achterberg, 2009
- H. pahangensis Yaakop & van Achterberg, 2009
- H. pseudofilosa van Achterberg, 2009
- H. scrobifera van Achterberg, 2009
- H. seyrigi (Granger, 1949)
- H. solomonensis van Achterberg, 2009
- H. subnodulosa Wharton, 2002
- H. sulafilosa van Achterberg, 2009
- H. tjibodasi (Papp, 1967)
- H. ustulata Wu & Chen, 1996
- H. vegeta (Papp, 1967)